# Przewody hamulcowe
Przewody hamulcowe – elementy hydraulicznego lub pneumatycznego układu hamulcowego w samochodzie bądź innym pojeździe.
Wyróżnić można przewody sztywne i elastyczne. Sztywne – są metalowymi (metal miękki, trudno korodujący – miedź, mosiądz lub stal ocynkowana) rurkami, których zadaniem jest doprowadzić płyn hamulcowy od pompy hamulcowej do przewodów elastycznych i elementów wykonawczych (zaciski, cylinderki hamulcowe).
Przewody elastyczne wykonane są z odpornej na płyn hamulcowy gumy wzmocnionej wewnątrz i na zewnątrz plecionką z tkaniny i często z oplotem metalowym. Przewody elastyczne łączą te elementy układu hamulcowego, które są względem siebie ruchome.
Przewody sztywne jak i elastyczne muszą charakteryzować się odpowiednią wytrzymałością w całym zakresie ciśnień roboczych układu hamulcowego.